# Yakov Smirnoff
Yakov Naumovich Pokhis (ryska:  Яков Наумович Похис:Jakov Naumovitj Pochis; ukrainska:  Яків Наумович Похис: Jakiv Naumovytj Pochys) född 24 januari 1951 i Odessa i Ukrainska SSR i Sovjetunionen (numera Ukraina), mer känd som Yakov Smirnoff, är en ukrainskfödd amerikansk komiker, målare och lärare. Under 1980-talet blev han populär tack vare sina komediföreställningar där han, på engelska med kraftig brytning, använde ironi och ordlekar för att kontrastera livet under den kommunistiska regimen i Sovjetunionen med livet i Förenta staterna. Han har en teater i Branson, Missouri, där han uppträder året runt. Yakov är också professor vid Missouri State University och Drury University där han undervisar i "The Business of Laughter."

## Biografi
Smirnoff föddes i Odessa, Ukraina, då en del av Sovjetunionen. Han är av judisk börd. I Odessa undervisade han i konst och han målar fortfarande. Han kom till USA 1977 och blev amerikansk medborgare den 4 juli 1986. Under sin första tid i USA arbetade Smirnoff bland annat som bartender på Grossingers Hotel i Catskill Mountains i New York och bodde i personalens sovsal. Han medverkade i flera filmer, bland annat Buckaroo Banzai och Hem dyra hem. Bland hans många tv-framträdanden kan situationskomedin Night Court nämnas, där Smirnoff uppträdde som "Jakov Korolenko". Han hade också en roll i tv-serien What a Country mellan 1986 och 1987. I serien spelade han en rysk taxichaufför som studerade inför det amerikanska medborgarskapstestet.

## Komik
Smirnoffs komik bygger mycket på hur en invandrare kan tänkas missförstå amerikanska seder och bruk. Han är också känd för bisarra jämförelser mellan USA och Sovjetunionen. Han sade en gång till Johnny Carson: "Ni har så fina saker i Amerika – i Ryssland hade polisen inte varningsskott" ("You have such nice things in the U.S. — like in Russia the police didn’t have warning shots"). Smirnoff är även upphovsmannen till vitsformen rysk revers.
Rysk revers är en vits, som innebär att allting är tvärtom i Sovjetunionen än vad det är i Amerika. Så här kan det låta:
"In California, you can always find a party."
Vilket betyder följande: ”I Kalifornien kan du alltid hitta ett party.” Om man gör om det till en rysk revers, blir det så här:
"In Soviet Russia, party finds you!"
Som då betyder ”I Sovjetunionen hittar partiet dig!”, som också är ett ordskämt. ""Party" och parti heter samma sak på engelska, den andra meningen refererar till kommunistpartiet.
 Om korrekt, ser meningen ut såhär:
"In Soviet Russia, [substantiv, numerus kvittar] [verb, presens singular] you!"
Det finns många olika varianter. På senare år har det blivit ett internetfenomen.